# Leiella distincta
Leiella distincta är en tvåvingeart som beskrevs av Freeman 1951. Leiella distincta ingår i släktet Leiella och familjen svampmyggor. Inga underarter finns listade i Catalogue of Life.